# مصطفى نظيف
مصطفى نظيف (12 يناير 1893 - 11 يناير 1971) ولد في مدينة الإسكندرية، مؤرخٌ علوم مصري ومن رواد تاريخ العلوم في العالم العربي.
اشتهر بدراسته الرائدة لأعمال العالم العربي الحسن بن الهيثم في دراسة مستفيضة تقارب صفحاتها الألف، ونشرتها جامعة فؤاد الأول في مجلدين.

## نبذة
ولد في 12 يناير سنة 1893 في الإسكندرية وتلقى تعليمه المدرسي (إبتدائي وثانوي) بمدرسة رأس التين.
وسافر في بعثة لوزارة المعارف إلى إنجلترا ونال درجة بكالوريوس العلوم في الفيزياء والرياضيات سنة 1914 من جامعة برستول وعاد إلى مصر إثر إندلاع الحرب العالمية الأولى.

## أعماله
- مصطفى نظيف بك (1942). الحسن بن الهيثم: بحوثه وكشوفه البصرية (ط. الأولى). القاهرة: مطبعة نوري. ج. الأول. مؤرشف من الأصل في 2023-01-23.

- مصطفى نظيف بك (1943). الحسن بن الهيثم: بحوثه وكشوفه البصرية (ط. الأول). القاهرة: مطبعة نوري. ج. الثاني. مؤرشف من الأصل في 2023-01-24.

## روابط خارجية
- مصطفى نظيف على موقع أرشيف الشارخ.